# Scytasis
Scytasis is een kevergeslacht uit de familie van de boktorren (Cerambycidae). De wetenschappelijke naam van het geslacht werd voor het eerst geldig gepubliceerd in 1867 door Pascoe.

## Soorten
Scytasis omvat de volgende soorten:
- Scytasis nitida Pascoe, 1867
- Scytasis sericea Gardner, 1930